# Мосидзе, Георгий Шалвович
Георгий Шалвович Мосидзе (груз. გიორგი მოსიძე, р. 5 мая 1972 года) — грузинский продюсер, политик, режиссёр-постановщик и ведущий телеигры «Что? Где? Когда?» в Грузии. Депутат Парламента Грузии 9-го созыва (2016—2020).

## Ранние годы и образование
Георгий Мосидзе родился 5 мая 1972 года в Тбилиси в семье профессора Тбилисской государственной консерватории, народного артиста Грузии, хорового дирижёра Шалвы Мосидзе и преподавателя английского языка Тбилисского государственного университета Тамары Рчеулишвили.
В 1978—1989 учился в средней школе № 183 г. Тбилиси, в 1989—1995 — на лечебном факультете Тбилисского государственного медицинского университета (ТГМУ).
В 1994-95 был членом Правления Студенческого Союза ТГМУ, в 1995-96 — президентом Ассоциации студентов-медиков Грузии. В 1995-96 проходил интернатуру в Республиканском центре инфекционной патологии.
В 2011 прослушал интенсивный курс «Американская система продюсирования для кино и ТВ» филиала Нью-Йоркской Академии Киноискусства (New York Film Academy) в Москве.

## Что? Где? Когда?
Осенью 1991 вместе с единомышленниками основал университетский «Интеллект-Клуб», который впоследствии расширился и в 1994 году трансформировался в Клуб «Что? Где? Когда?» Грузии.
6 октября 1996 в эфир впервые вышла грузинская версия телеигры «Что? Где? Когда?», автором и ведущим которой был Георгий Мосидзе. В 1996-2000 проект выходил в эфир на Первом Канале государственного телевидения Грузии, в 2000-02 — на «9-м канале», в 2008-16 - на Рустави 2, с 2019 - снова на Первом Канале. Мосидзе является бессменным режиссером-постановщиком и ведущим проекта уже 25 лет.
В 2000 обыграв в финале Ровшана Аскерова (Азербайджан), Георгий Мосидзе стал победителем первого Чемпионата Южного Кавказа по «Своей игре» (Jeopardy!).
В 2001-05 и 2014-18 являлся членом правления Международной ассоциации клубов «Что? Где? Когда?» (МАК). В 2010 был удостоен Премии имени Владимира Ворошилова за вклад в развитие движения Что? Где? Когда? в мире.

## Государственная служба и общественно-политическая деятельность
В 1997-2000 работал референтом в отделе культуры, образования, науки и по делам молодёжи государственной канцелярии Президента Грузии. Состоял членом оргкомитетов нескольких масштабных международных мероприятий, в том числе — «Солнечный Форум ЮНЕСКО» (январь 1998), юбилейные торжества по поводу 200-летия со дня рождения А. С. Пушкина (июнь 1999) и празднование 2600-летия обоснования евреев в Грузии (сентябрь 1999).
В 1997-2002 являлся председателем НПО «Молодёжь Грузии за Европу», в 1998-99 был членом правления Национального Совета Молодёжных Организаций Грузии.
В 2000-2001 служил первым секретарем в департаменте внешнеполитической информации/анализа и общественных связей Министерства иностранных дел Грузии.
В 2001 занялся политической деятельностью и на учредительном съезде партии «Новые Правые» был избран председателем контрольно-ревизионной комиссии, в 2002-04 руководил молодежным крылом партии, 2004-10 - был членом правления и международным секретарём партии «Новые Правые».
На Парламентских выборах 2003 был избран депутатом Парламента Грузии по партийному списку «Новых Правых», но после Революции роз результаты выборов по партийным спискам были аннулированы Верховным Судом Грузии.
В 2004-06 был депутатом Сакребуло (Городского Совета) г. Тбилиси и председателем фракции «Новых Правых», так же членом исполнительного комитета Ассоциации местного и регионального самоуправления Грузии и делегатом от Грузии в Конгрессе местных и региональных властей Совета Европы.
На Парламентских выборах 2016 был избран депутатом Парламента Грузии по одномандатному округу №11 Варкетили (Тбилиси) от партии "Грузинская мечта". В парламенте был членом комитета по Европейской интеграции, секретарем временной комиссии по вопросам восстановления территориальной целостности, руководителем парламентской делегации в Парламентской ассамблее ГУАМ, руководителем группы дружбы с Верховной радой Украины. В 2016-19 состоял в парламентском большинстве и фракции "Грузинская мечта", в 2019-2020 — независимый безфракционный депутат.

## Семья, хобби
Женат с 1999 года на Эмилии Халиловой (род. в 1972 в Тбилиси, предприниматель). У пары трое детей: Георгий мл. (2003), Елена (2004) и Николас (2010).
Владеет русским и английским языками. Хобби: интеллектуальные игры, футбол, баскетбол, регби, политическая география, детективная литература (является президентом грузинского фан-клуба Бориса Акунина).